# 蟹江篤子
蟹江 篤子（かにえ あつこ 1949年2月9日 - ）は、名古屋を拠点に活動するフリーアナウンサー・パーソナリティー。元東海ラジオ放送アナウンサー。

## 来歴・人物
- 愛知県東海市出身。南山中学校・南山高校を経て、南山大学卒業。1971年4月、東海ラジオにアナウンサーとして入社。同局の深夜番組『ミッドナイト東海』のパーソナリティを務め、人気を得る。
- その後は平日帯 昼ワイド番組『ぶっつけワイド』で放送開始から約10年半に渡り、松原敬生とコンビを組んで、パーソナリティを務めた。その後、1997年4月からは、『かにタク言ったもん勝ち』（平日午後帯 → 午前帯ワイド → 土曜朝 → 日曜早朝 → 日曜夜。以下「かにタク」と略す）でタクマとコンビを組み、放送開始から四半世紀以上続く長寿番組を担当している。
- 他のアナウンサーなどからは「蟹江さん」と呼ばれることが多いが、『かにタク』のパーソナリティであるタクマからは「お姉さん」「蟹江姉さん」と呼ばれる[注釈 1]。また「ばばぁ〜ずBarber」に出演している"タクマの祖母"モヨからは、"蟹江の祖母"テツを通して「（あんたんとこの孫の）あっちゃん」と呼ばれている。
- 『ぶっつけワイド』時代に番組でつくったオリジナル曲「しあわせの糸」を歌ったことがあり、2008年12月31日放送の自身が担当する『かにタク』内の「あったらかけてよ～！」でリクエストされ、25年ぶりに放送された[1]。
- 2009年2月、東海ラジオを定年退職。定年前はアナウンス課長職だったが、『かにタク』には引き続き出演。ワイド番組時代に同ラジオ内で放送されていたスポットCMで、いくつかのナレーションを担当していた。
- フリーランス転向後はラジオの仕事は基本的に『かにタク』やスポットCMなどに絞る[注釈 2] 一方で、かつて担当していた『民話のこばこ』や、『かにタク』内のコーナー「絵本の時間・おはなしマラソン」などの仕事から派生して、絵本の読み聞かせの仕事も多く行っている[2]。

## さだまさしとの関わり
- 蟹江とシンガーソングライターのさだまさしとの関連は、かつてさだが組んでいたフォークデュオ「グレープ」がまだ無名だった頃にさかのぼる。1960年代終盤 - 1980年代初頭に東海ラジオの看板深夜番組として放送された『ミッドナイト東海』のパーソナリティーを担当していた蟹江は、1974年、当時全く無名だったグレープ（さだまさし・吉田正美）の「精霊流し」を非常に気に入り、自分の担当曜日で毎週のように流し続けた。このヘビーローテーションの走りともいえる放送が奏功して「精霊流し」は名古屋地区を皮切りに全国に広まるところとなり、その年の大ヒット曲となった。以降グレープはヒット・ソング歌手として名を馳せ、「精霊流し」はグレープ・さだまさしの代名詞的な作品として、現在も歌い継がれる名曲となった。こうした経緯から、さだは蟹江を恩人として慕っており、東海ラジオに関係する仕事をする際は蟹江とコンビを組むことも多くなっている。
- 2007年10月28日の未明に蟹江はNHKで放送された『名古屋から生放送! 秋の夜長もさだまさし』（現在の「今夜も生でさだまさし」）のスタジオに観覧に来ていた。その姿を生放送中にさだに発見され、十数分間ではあるが飛び入りでパーソナリティ陣に参加し、視聴者からのハガキなどを紹介している。この日は、総合テレビのほかFMラジオでも同時放送されており、ローカル民放局の現役アナウンサーがNHKの全国放送に登場するという画期的な出来事になった[注釈 3]。これが実現した背景としては、東海テレビ・ラジオの本社ビルである東海放送会館とNHK名古屋放送センタービルが、同じ東区の東桜一丁目（東海放送会館は14番、NHKは13番）にあったことが挙げられる。なお、さだは「CBCやFM愛知の人も来ないかな」などと冗談めいて発言したが、両社は同じ中区にあるものの、東海放送会館・NHK名古屋局から離れている。
また、2015年5月3日に香港から放送された同番組のスタジオ観覧にも来ており[注釈 4]、前回同様に数分間だが飛び入り出演した。
- 2017年3月31日に、『かにタク』がワイド番組として最後の放送を迎え、看板コーナーである『ばばぁ〜ずBarber』内でさだから蟹江に対して労いのメッセージが贈られている。

## 過去の出演番組

### フリーとして

#### テレビ
- 「金とく アノコロＴＶ　知らないとは言わせない！　第２弾」(NHK名古屋、2020年9月12日）- ナレーション

#### ラジオ
- 期間限定「ぶっつけワイド」復刻版（東海ラジオ、2016年7月11日 - 28日、原則として月・水・木曜日）
- スーパードクターに聞いたもん勝ち（東海ラジオ、2021年2月まで担当、『タクマ・神野のどーゆーふー』木曜日に内包）
- かにタク言ったもん勝ち（東海ラジオ、2009年2月までは東海ラジオアナウンサーとして出演）

### 東海ラジオ在職時
特に放送局の記載がないものは、東海ラジオで放送。
- ミッドナイト東海 1974年1月 - 1976年6月
- ほのぼのプレゼント
- ぶっつけワイド 1978年10月 - 1989年2月（1982年4月から1989年2月まで全曜日を担当）
- 気分はほっと 1990年4月 - 1992年9月
- 蟹江篤子のビタミンラジオ 1992年10月 - 1994年10月
- 土曜の朝にはAIがある 1995年4月 - 1997年4月
- 朝のなつメロ
- 民話のこばこ
- 蟹江篤子のモッタイナイさまさま（「源石和輝の土曜スタイル!」の9時台。経済産業省中部経済産業局の提供。2006年12月までの放送）
- おばあちゃんのおごっつぉ（東海テレビ、ミニ番組、ナレーター）
- 島の子供たちは名演奏家～はじめて海を渡った音楽会～（東海テレビ、2007年12月17日、ナレーター）

など
番組ではないが、東海ラジオ内で放送される岐阜県関連コーナーで使用される同県の観光キャッチコピー「いい旅 ふた旅 ぎふの旅」のナレーションを担当した。

## ラジオCM
東海ラジオアナウンサー在職時から、数多くのCMに出演している（過去のものも含む）。また「かにタク」で共演しているタクマとのスポットCMも多く流れている。
- 松屋コーヒー本店
- 中央歯科産業
- ダイム（味一番、一番亭、かつ勢）
- 鮪・活魚料理の嘉文（かもん）グループ
- 天然温泉みどり館
- 再春館製薬・痛散湯
- 東海酪連
- 名古屋弁かるた（発売元：東海テレビ事業。蟹江本人がかるたに付属されているCDのナレーションを担当していることから）
- 甘強みりん（甘強酒造）
- 愛知県司法書士会
- 中部飼料 - 「ごまたまご」、時報CM（2015年9月まで担当）
- オリエンタル - タクマと共に出演
- 堀田商事 - タクマと共に出演
- ヨコイ - 「鼻ぽん」、タクマと共に出演
- 名古屋ハートセンター・岐阜ハートセンター・豊橋ハートセンター - 5秒スポットCM
- ケンコー - サンカラーマックス
- フロンティアの介護

など

## その他
2018年3月26日より、名古屋市営地下鉄の名古屋城駅・熱田神宮西駅・熱田神宮伝馬町駅・東山公園駅・星ヶ丘駅で放送される「名古屋ことばによる駅構内放送」の話し手を担当している。

## 著書
- 『夜と万年筆 ミッドナイト東海・朗読コーナーの本』蟹江篤子編 有文社, 1977.5